# Dodge Charger VIII
La Dodge Charger est une muscle car, disponible en coupé et berline, du constructeur automobile américain Dodge produite à partir de 2024. Elle est la huitième génération de Dodge Charger depuis 1966. Produite en série dès mars 2024, elle fait suite aux concept-cars présentés en 2022. Il s'agit de la première Dodge disponible avec une motorisation électrique à batterie, commercialisée sous le nom de Charger Daytona. Une version essence, baptisée Charger Sixpack, sera disponible fin 2025, équipée du moteur 3,0 litres Hurricane à six cylindres en ligne.
La Charger de huitième génération est disponible en versions deux et quatre portes, la première remplaçant la Challenger de troisième génération.

## Conception et développement

### Concept-car

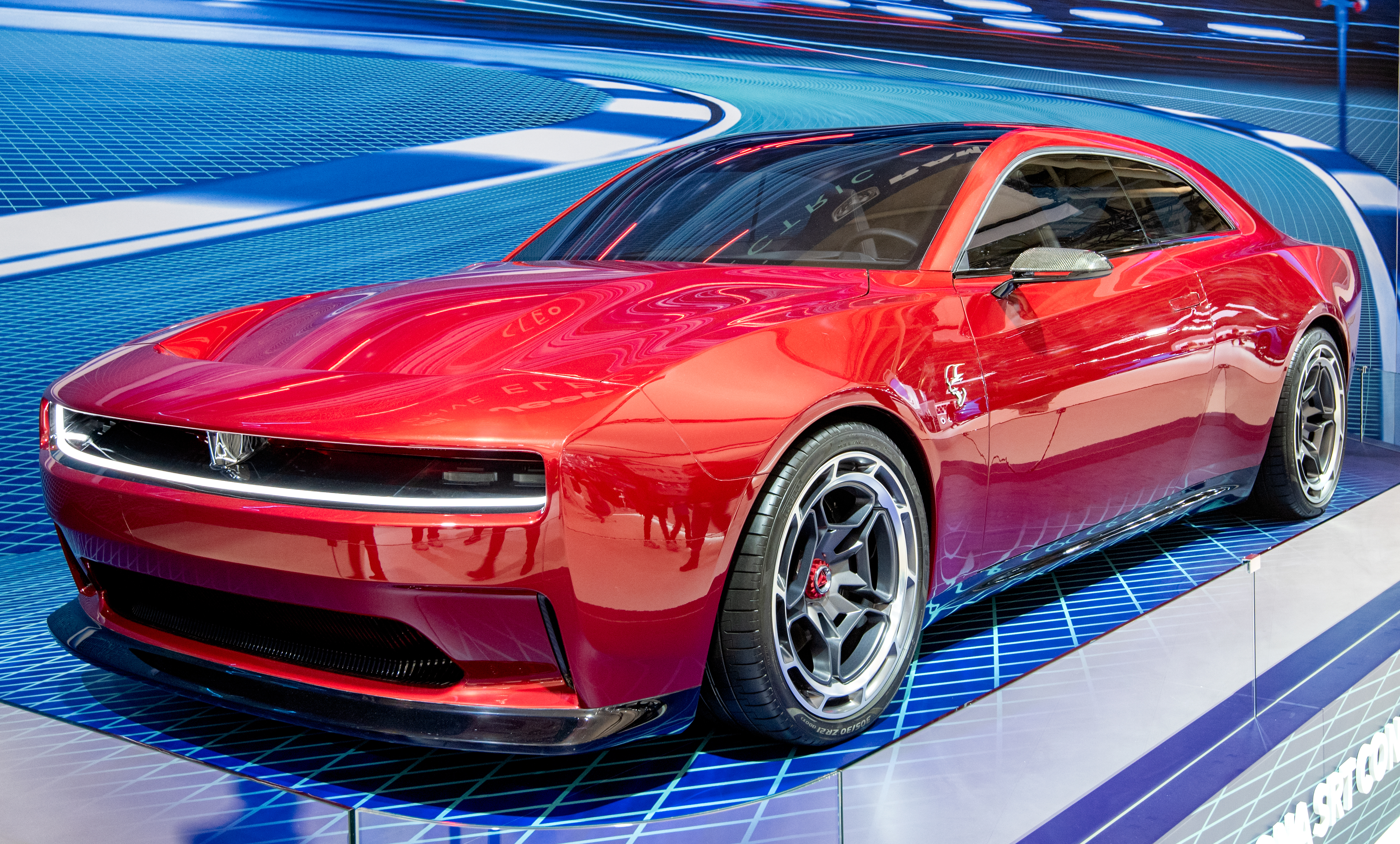
Concept-car de la Dodge Charger Daytona.

Le concept-car, baptisée Dodge Charger Daytona SRT, est dévoilée le 17 août 2022, lors de la troisième journée de la Dodge Speed Week à Pontiac, dans le Michigan. Elle est équipée d'un nouveau groupe motopropulseur, baptisé Banshee, qui, selon Dodge, surpasse les moteurs Hemi, Hellcat et Redeye.
Présenté comme un avant-goût de l'avenir électrifié de la marque, le concept est équipé d'un système d'échappement Fratzonic Chambered pouvant atteindre 126 dB, le rendant aussi bruyant qu'une Dodge équipée d'un moteur Hellcat. Ce concept-car est apparu aux côtés de la DeLorean Alpha5 dans le film FastX.
Dodge présente ensuite un concept-car Charger Daytona SRT de couleur rouge au SEMA en novembre 2022.
En août 2023, Dodge annonce que la version de série de la Charger sear disponible avec un six cylindres en ligne essence de 3,0 litres issu du Jeep Wagoneer L, tandis que la Daytona, haut de gamme, serait électrique.

## Présentation
La version de série de la Charger de 8ème génération est présentée le 5 mars 2024, en version 100 % électrique nommée Daytona. Elle est disponible par la suite en version thermique dotée de moteurs Hurricane essence.

## Caractéristiques techniques
La Charger repose sur la plateforme technique STLA Large du groupe Stellantis, qu'elle partage avec les gros modèles de Jeep, Chrysler, Alfa Romeo et Maserati.

### Motorisations
La Dodge Charger Daytona est dotée de deux moteurs électriques (un par essieu) alimentés par une batterie lithium-ion Nickel Cobalt Aluminium (NCA) d'une capacité de 100,5 kW (93,9 kW utiles) produite par Samsung et fonctionnant sous 400 V. 
La Daytona est disponible en deux versions, R/T et Scat Pack produisant respectivement 496 et 630 ch (670 ch en mode Powershot pendant 15 secondes). 
En version thermique, elle est équipée de moteurs Hurricane essence 6-cylindres en ligne 3,0 litres biturbo de 420 ch (Standard Output) ou 550 ch (High Output).

## Finitions
La version R/T propose une puissance de 496 ch (370 kW), permettant d'effectuer le 0 à 100 km/h en 4,7 secondes.
La version Scat Pack propose quant-à-elle une puissance de 670 ch (500 kW) et effectue le 0 à 100 km/h en 3,3 secondes.